# Druk (film)
Druk er en dansk film fra 2020, instrueret af Thomas Vinterberg og skrevet af Vinterberg og Tobias Lindholm. Filmen er lavet i internationalt samarbejde mellem Danmark, Holland og Sverige, og medvirkende er blandt andet Mads Mikkelsen, Thomas Bo Larsen, Magnus Millang og Lars Ranthe.
Filmen fik verdenspremiere ved Toronto Internationale Film Festival den 12. september 2020 og havde premiere i Danmark den 24. september 2020 under distribution af Nordisk Film.
Drukk vandt en Oscar-nomineringer i kategorien "Best International Film", og Vinterberg blev nomineret i kategorien "Best Director". Filmen modtog også en Golden Globe-nominering i kategorien "Best Foreign Language Film" og fire nomineringer ved British Academy Film Awards (BAFTA), hvoraf den vandt "Best Film Not in the English Language". I Danmark solgte filmen knap 800.000 biografbilletter.
Filmens titelsang er 'What A Life' (fra 2019) af Scarlet Pleasure.

## Handling
De fire kolleger og venner, historielæreren Martin, psykologilæreren Nikolaj, musiklæreren Peter og idrætslæreren Tommy underviser ved et københavnsk gymnasium. Alle fire midaldrende mænd kæmper med midtvejskriser, umotiverede elever og synes at livet er blevet kedeligt. Til en middag i anledningen af Nikolajs 40-års fødselsdag, begynder gruppen at diskutere den norske psykiater Finn Skårderud; Ifølge Nikolaj har Skårderud fremsat den hypotese, at mennesket er født med for lidt alkohol i blodet, og at et alkoholindhold på 0,5 promille i blodet gør mennesket mere kreativt, mere afslappet og i stand at yde mere. Mens de tre andre afviser hypotesen, bliver Martin, der er deprimeret grundet problemer i sit ægteskab, inspireret og begynder at drikke alkohol i arbejdstiden. Resten af gruppen beslutter sig til sidst for at deltage i et eksperiment om at teste Skårderuds hypotese. De accepterer et sæt regler: I arbejdstiden er den tilstræbte alkoholpromille ikke under 0,5. Endvidere undlader de at drikke alkohol efter kl. 20:00.
Inden for en kort periode finder alle fire medlemmer af gruppen både deres arbejde og privatliv mere behageligt. Især Martin er meget glad, da han endelig formår at få forbindelse til sin kone og børn igen; ligesom at hans undervisning går bedre og dermed giver ham mere selvtillid. De fire venner er enige om, at eksperimentet skal tages videre til en højere niveau, så gruppen øger den daglige promille til 1,0. Gruppen finder fortsat deres liv forbedret og beslutter at forsøge at drikke alkohol uhæmmet for at observere, hvordan krop og sind reagerer.
De fire mænd har en sjov aften i byen, men efter at være kommet berusede hjem, konfronteres både Martin og Nikolaj af deres familier. Martins familie udtrykker bekymring for, at han er ved at henfalde til alkoholisme, og fortæller ham, at han har været synligt beruset i flere uger. Efter et heftigt skænderi, hvor Martins kone, Anika, indrømmer utroskab, forlader Martin hende. Gruppen stopper herefter eksperimentet bl.a. af frygt for at udvikle alkoholisme.
Måneder senere er gruppens medlemmer holdt op med at drikke i løbet af dagen - med undtagelse af Tommy, der er blevet alkoholiker. Et par dage efter at Tommy er mødt på arbejde i meget beruset tilstand, går Tommy ombord på sin båd, sejler ud på havet og dør (formentlig ved selvmord). De tre resterende medlemmer af gruppen går ud og spiser middag efter Tommys begravelse, og er tilbageholdende med at drikke de alkoholiske drikke, der bliver serveret.
Under middagen modtager Martin adskillige sms'er fra Anika, der skriver, at hun er villig til at give deres ægteskab en ny chance. Uden for restauranten kører nyudsprungne studenter i højt humør forbi. Martin, Nikolaj og Peter vælger at tage del i studenternes fest, og fester og drikker sammen med de glade, unge mennesker. Martin, som er gammel jazzballetdanser, giver endelig efter for sine venners opfordringer, og giver sig til at danse gamle koreografier. Martins dans bliver mere og mere vild, og filmen slutter med at Martin glad kaster sig ud i havnebassinet.

## Medvirkende (udvalgte)
- Mads Mikkelsen som historielæreren Martin.[16][17]
- Magnus Millang som psykologilæreren Nikolaj. [17]
- Lars Ranthe som musiklæreren Peter. [17]
- Thomas Bo Larsen som idrætslæreren Tommy. [17]
- Maria Bonnevie som Anika, Martins hustru.
- Helene Reingaard Neumann som Amalie, Nikolajs hustru.
- Susse Wold som gymnasiets rektor[18][19]

## Udgivelse
Det var indstillet til at have sin verdenspremiere ved filmfestivalen i Cannes i 2020 inden dens annullering på grund af regeringsrestriktioner baseret på COVID-19-pandemien. Filmen havde verdenspremiere på Toronto International Film Festival den 12. september 2020.

## Produktion
De fleste optagelser af Druk er foregået i Københavnsområdet i Danmark. Gymnasiet, hvor store dele af filmen foregår, er Aurehøj Gymnasium i Gentofte.

## Modtagelse
Druk indtjente internationalt (dvs. uden for Danmark) ca. 90,7 mio. kr. i billetsalg, med de største indtjeninger i Frankrig, Nederlandene, Rusland og Spanien. I Danmark blev filmen den mest sete i biograferne i 2020 med 774.000 solgte billetter.
Den 26. april 2021 bekræftede Vinterberg og Zentropa at rettighederne til filmen var blevet solgt på en auktion til produktionselskabet Appian Way, som er ejet af Leonardo DiCaprio, i samarbejde med selskaberne Makeready og Endavour Content, med henblik på at lave en engelsksproget version af filmen.

## Priser
Liste over nomineringer og priser Druk har modtaget. Filmen bliver ved udenlandske uddelinger præsenteret under den engelske titel Another Round.
| Pris                                       | Dato for uddelingen | Kategori                              | Modtager(e)                                                   | Resultat  | Reference     |
| ------------------------------------------ | ------------------- | ------------------------------------- | ------------------------------------------------------------- | --------- | ------------- |
| Academy Awards                             | 25. april 2021      | Best Director                         | Thomas Vinterberg                                             | Nomineret | [ 29 ]        |
| Academy Awards                             | 25. april 2021      | Best International Feature Film       | Another Round                                                 | Vundet    | [ 29 ]        |
| Adelaide Film Festival                     | 25. oktober 2020    | Feature Fiction Award                 | Another Round                                                 | Nomineret | [ 30 ]        |
| Alliance of Women Film Journalists         | 4. januar 2021      | Best Non-English-Language Film        | Another Round                                                 | Vundet    | [ 31 ]        |
| British Academy Film Awards                | 11. april 2021      | Best Direction                        | Thomas Vinterberg                                             | Nomineret | [ 32 ]        |
| British Academy Film Awards                | 11. april 2021      | Best Actor in a Leading Role          | Mads Mikkelsen                                                | Nomineret | [ 32 ]        |
| British Academy Film Awards                | 11. april 2021      | Best Original Screenplay              | Tobias Lindholm og Thomas Vinterberg                          | Nomineret | [ 32 ]        |
| British Academy Film Awards                | 11. april 2021      | Best Film Not in the English Language | Thomas Vinterberg, Sisse Graum Jørgensen                      | Vundet    | [ 32 ]        |
| BFI London Film Festival                   | 18. oktober 2020    | Best Film                             | Another Round                                                 | Vundet    | [ 33 ]        |
| Bodilprisen                                | 8. maj 2021         | Bedste danske film                    | Druk                                                          | Vundet    | [ 34 ]        |
| Bodilprisen                                | 8. maj 2021         | Bedste manuskript                     | Thomas Vinterberg og Tobias Lindholm                          | Vundet    | [ 34 ]        |
| Bodilprisen                                | 8. maj 2021         | Bedste mandlige hovedrolle            | Mads Mikkelsen                                                | Vundet    | [ 34 ]        |
| Bodilprisen                                | 8. maj 2021         | Bedste mandlige birolle               | Lars Ranthe                                                   | Nomineret | [ 34 ]        |
| Bodilprisen                                | 8. maj 2021         | Bedste mandlige birolle               | Magnus Millang                                                | Nomineret | [ 34 ]        |
| Bodilprisen                                | 8. maj 2021         | Bedste mandlige birolle               | Thomas Bo Larsen                                              | Nomineret | [ 34 ]        |
| César Awards                               | 12. marts 2021      | Best Foreign Film                     | Another Round                                                 | Vundet    | [ 35 ]        |
| Chicago Film Critics Association Awards    | 21. December 2020   | Best Foreign Language Film            | Another Round                                                 | Vundet    | [ 36 ]        |
| Critics' Choice Movie Awards               | 7. marts 2021       | Best Foreign Language Film            | Another Round                                                 | Nomineret | [ 37 ]        |
| European Film Awards                       | 12. december 2020   | Best Film                             | Another Round                                                 | Vundet    | [ 38 ]        |
| European Film Awards                       | 12. december 2020   | Best Director                         | Thomas Vinterberg                                             | Vundet    | [ 38 ]        |
| European Film Awards                       | 12. december 2020   | Best Screenwriter                     | Thomas Vinterberg, Tobias Lindholm                            | Vundet    | [ 38 ]        |
| European Film Awards                       | 12. december 2020   | Best Actor                            | Mads Mikkelsen                                                | Vundet    | [ 38 ]        |
| European Film Awards                       | 12. december 2020   | University Award                      |                                                               | Nomineret | [ 38 ]        |
| Film Fest Gent                             | 24. oktober 2020    | Canvas Audience Award                 | Another Round                                                 | Vundet    | [ 39 ]        |
| Golden Globe Awards                        | 28. februar         | Best Foreign Language Film            | Another Round                                                 | Nomineret | [ 40 ]        |
| Houston Film Critics Society               | 18. januar 2021     | Best Film in a Foreign Language       | Another Round                                                 | Nomineret | [ 41 ]        |
| IndieWire Critics Poll                     | 14. december 2020   | Best International Film               | Another Round                                                 | 3. plads  | [ 42 ]        |
| IndieWire Critics Poll                     | 14. december 2020   | Best Performance                      | Mads Mikkelsen                                                | 10. plads | [ 42 ]        |
| London Film Critics' Circle                | 7. februar 2021     | Foreign Language Film of the Year     | Another Round                                                 | Vundet    | [ 43 ]        |
| Online Film Critics Society                | 25. januar 2021     | Best Film Not In the English Language | Another Round                                                 | Nomineret | [ 44 ]        |
| Robert Prisen                              | 6. februar 2021     | Årets danske spillefilm               | Druk                                                          | Vundet    | [ 45 ]        |
| Robert Prisen                              | 6. februar 2021     | Årets instruktør                      | Thomas Vinterberg                                             | Vundet    | [ 45 ]        |
| Robert Prisen                              | 6. februar 2021     | Årets originalmanuskript              | Thomas Vinterberg og Tobias Lindholm                          | Vundet    | [ 45 ]        |
| Robert Prisen                              | 6. februar 2021     | Årets mandlige hovedrolle             | Mads Mikkelsen                                                | Vundet    | [ 45 ]        |
| Robert Prisen                              | 6. februar 2021     | Årets kvindelige birolle              | Maria Bonnevie                                                | Nomineret | [ 45 ]        |
| Robert Prisen                              | 6. februar 2021     | Årets mandlige birolle                | Lars Ranthe                                                   | Nomineret | [ 45 ]        |
| Robert Prisen                              | 6. februar 2021     | Årets mandlige birolle                | Magnus Millang                                                | Nomineret | [ 45 ]        |
| Robert Prisen                              | 6. februar 2021     | Årets mandlige birolle                | Thomas Bo Larsen                                              | Nomineret | [ 45 ]        |
| Robert Prisen                              | 6. februar 2021     | Årets fotograf                        | Sturla Brandth Grøvlen                                        | Nomineret | [ 45 ]        |
| Robert Prisen                              | 6. februar 2021     | Årets sounddesigner                   | Jan Schermer & Hans Møller                                    | Nomineret | [ 45 ]        |
| Robert Prisen                              | 6. februar 2021     | Årets klipper                         | Anne Østerud & Janus Billeskov Jansen                         | Nomineret | [ 45 ]        |
| Robert Prisen                              | 6. februar 2021     | Årets scenograf                       | Sabine Hviid                                                  | Nomineret | [ 45 ]        |
| San Diego Film Critics Society             | 11. januar 2021     | Best International Film               | Another Round                                                 | Nomineret | [ 46 ] [ 47 ] |
| San Francisco Bay Area Film Critics Circle | 18. january 2021    | Best Foreign Language Film            | Another Round                                                 | Vundet    | [ 48 ]        |
| San Sebastián International Film Festival  | 26. september 2020  | Silver Shell for Best Actor           | Mads Mikkelsen, Thomas Bo Larsen, Magnus Millang, Lars Ranthe | Vundet    | [ 49 ]        |
| San Sebastián International Film Festival  | 26. september 2020  | Premio Feroz Zinemaldia               | Another Round                                                 | Vundet    | [ 50 ]        |
| San Sebastián International Film Festival  | 26. september 2020  | SIGNIS Award                          | Thomas Vinterberg                                             | Vundet    | [ 51 ]        |
| San Sebastián International Film Festival  | 26. september 2020  | Silver Shell for Best Director        | Thomas Vinterberg                                             | Nomineret |               |
| San Sebastián International Film Festival  | 26. september 2020  | Golden Shell                          | Thomas Vinterberg                                             | Nomineret |               |
| St. Louis Film Critics Association         | 17. januar 2021     | Best Foreign Film                     | Another Round                                                 | Vundet    | [ 52 ]        |
| Svendprisen                                | 1. september 2021   | Årets danske film                     | Druk                                                          | Vundet    | [ 53 ]        |
| Svendprisen                                | 1. september 2021   | Årets mandlige skuespiller            | Mads Mikkelsen                                                | Vundet    | [ 53 ]        |